# Gitxsan
Die Gitxsan oder Gitksan (Aussprache: „GIT-san“, in Kanada meist jedoch: „GIT-k-san“) sind eine mehrere First Nations umfassende Stammesgruppe im Westen der kanadischen Provinz British Columbia. Ihr traditionelles Stammesgebiet umfasste ca. 33.000 km² im Einzugsgebiet des Middle Skeena River bis zu dessen Quellgebiet und dessen nördlichen Nebenflüssen; zudem beanspruchten die nah verwandten Gitanyow, die meist zu den Gitxsan gezählt werden, ein ca. 17.000 km² umfassendes Stammesterritorium (Ga Lax’yip Gitanyow) entlang der Flussgebiete des Middle and Upper Nass River sowie dem Flussgebiet des Upper Skeena River (Kitwanga und Kispiox Rivers). Ihr Name leitet sich daher auch von Git („Volk von/vom“) sowie von Xsan oder Ksan („Nebelfluss“), ihrer Bezeichnung für den Skeena River, ab. Gitxsan bedeutet demnach etwa „Volk vom Nebelfluss, d. h. vom Skeena River“.
Früher wurden die Gitxsan zusammen mit den sprachlich und kulturell eng verwandten Nisga’a (Nisg̱a’a – „Volk entlang des Nass River“) im Norden und den Tsimshian (Ts’msyan – „Volk inmitten des Skeena River“) an der Pazifikküste im Süden mit dem Sammelbegriff Tsimshian bezeichnet. Da die Nisga’a und insbesondere die Gitxsan keinen direkten Zugang zum Pazifik hatten – wie die Tsimshian – und im Landesinneren lebten, bezeichnete man sie daher als Interior oder Inland Tsimshian (Binnen-Tsimshian); die Tsimshian im Mündungsgebiet des Skeena River in den Pazifik sowie auf den vorgelagerten Inseln wurden hingegen als Coast Tsimshian (Küsten-Tsimshian) bezeichnet. Trotz ihrer Binnenlage zählen die Gitxsan zur Nordwestküstenkultur. Bei den drei Völkern handelt es sich nach ihrem Selbstverständnis jedoch um voneinander unabhängige Ethnien.

## Traditionelles Territorium

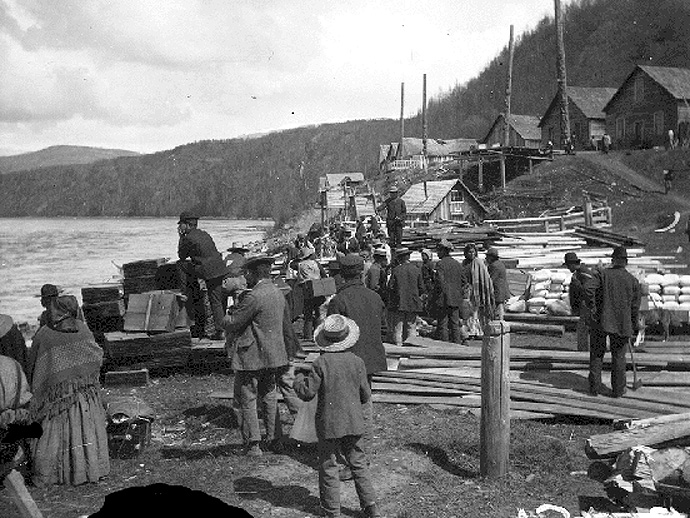
Gitxsan bei Hazelton, British Columbia Archives

Die Gitxsan lebten im Einzugsgebiet des mittleren Skeena River zwischen dem Kitselas Canyon und dem Quellgebiet des Flusses einschließlich seiner nördlichen Nebenflüsse wie dem Bulkley River, Morice River, Kitwanga River oder Kispiox River. Südwärts flussabwärts des Skeena Rivers bis zu dessen Mündungsgebiet lebten die Tsimshian, im Westen und Nordwesten entlang des Nass River die Nisga’a (Nisg̱a’a), im Norden entlang des Stikine Rivers die Tahltan und Stikine Tlingit (Shtaxʼhéen Ḵwáan), im Nordosten und Osten die Sekani, im Süden den mittleren Bulkley River flussaufwärts die Wet'suwet'en, sowie im Osten und Südosten am Babine River die gleichnamigen Babine. Die Wet'suwet'en und Babine – oftmals beide fälschlich als Westliche oder Nördliche Carrier bezeichnet – gehören genauso wie die Tahltan jedoch den Nördlichen Athabasken an und sind somit sprachlich nicht verwandt mit den Gitxsan.

## Heutige Siedlungen
Heute (Stand: März 2014) leben die First Nations oder Bands der ca. 7.500 offiziell registrierten Gitxsan in mehreren Siedlungen, die sich auf Grund zweier regionaler Dialekte – dem Upriver / Östlichen Dialekt in der Region Gigeenix („(den Skeena River) flussaufwärts“, d. h. Richtung Osten weiter ins Landesinnere) sowie dem Downriver / Westlichen Dialekt in der Region Gyeets („(den Skeena River) flussabwärts“, d. h. Richtung Pazifikküste im Westen) unterscheiden lassen:
Gitxsan oder Gitxsanimax̱ („Upriver / Östlicher Dialekt“) sprechende Bands in Gigeenix („flussaufwärts“, „Östlichen Region“):
- Old Hazelton (traditioneller Name: Gitanmaax oder Git-en'maaks (Westlicher Dialekt) – „Volk der Birkenrinde-Fackel“, heute: Gitanmaax Band, Population: 2.344)[6]
- Kispiox (traditioneller Name: Anspa'yaxw oder Ansbayakws (Westlicher Dialekt) – „Volk im Versteck oder am Zufluchtsort“, heute: Kispiox Band Council, Population: 1.591)[7]
- Glen Vowell (traditioneller Name: Sik-e-Dakh oder Sigit'ox (Westlicher Dialekt), heute: Glen Vowell Indian Band, Population: 414)[8]

Gitsken oder Gitsenimx̱ („Downriver / Westlicher Dialekt“) sprechende Bands in Gyeets („flussabwärts“, „Westlichen Region“):
- Kitseguecla (traditioneller Name: Gitsegukla oder Gitjigyukwhla', abgel. von Git (Volk von/vom) und Segukla (Jigyukwhla'), dem Namen eines nahen Berges, heute: Gitsegukla Indian Band (früher: Kitseguecla / Skeena Crossing), Population: 985)[9]
- Kitwanga (traditioneller Name: Gitwangak oder Gitwing̱ax̱ - „Volk vom Ort der Kaninchen“, war das westlichste Dorf der Gitskan, heute: Gitwangak Indian Band (früher: Kitwanga), Population: 1.291)
  - Cedarvale (traditioneller Name: Minskinish oder Meanskaniist, gehört als Koonwat Indian Reserve No. 7 zur Gitwangak Indian Band.)
- Gitanyow (traditioneller Name: Gitanyow oder Git-enyaaw – „Zahlreiches Volk“, heute: Gitanyow Band (früher: Kitwancool), Population: 825)[10] Die Gitanyow haben eine starke kulturelle Bindung zu den Stämmen der Gitxsan im Süden und Osten. Obwohl sie mit diesen eine gemeinsame Sprache, Kultur, Tradition sowie Clans teilten, konnten sie sich ihre separate Identität erhalten.

Bei dem Dorf 'Ksan ('Ksan Historical Village and Museum) handelt es sich jedoch um eine historische Siedlung und zugleich um ein Museumsdorf im Reservat der Gitanmaax Band, das mittels der Form eines sog. „Lebendigen Museums“ die Kultur und Geschichte der Gitxsan unmittelbar den Besuchern nahebringen möchte.
Etwa 80 Prozent der Bevölkerung im Tal zwischen dem Kitselas Canyon und der Quelle des Skeena gehören heute den Gitxsan an, zu denen man etwa 13.000 Menschen rechnet. Außerhalb ihres traditionellen Gebietes leben Gitxsan auch in Terrace, Smithers und Vancouver.
Viele der Namen gehen auf Mythen und Legenden zurück. So geht der Name Gitanmaax oder Git-en'maaks („Volk der Birkenrinde-Fackel“), auf die Mutter dreier Säuglinge zurück, die Lachse mit Hilfe einer brennenden Birkenrinde-Fackel anlockte; daher bedeutet der Name etwa „Volk das (Lachs) mit Feuer anlockt“.

### Konflikte mit benachbarten Athabasken
Die Gitanyow waren bei den Gitxsan (Gitksan) auch als „Ehrfurcht gebietendes Krieger Volk“ oder auch als „Volk in einem kleinen Dorf“ bekannt; beide Bezeichnungen weisen auf starke Bevölkerungsverluste durch Pocken und andere Krankheiten sowie durch langwierige Kämpfe gegen benachbarte Stämme – insbesondere gegen manche Gruppen der Tahltan (auch als Östliche Tsestaut bezeichnet) und Tsetsaut (Westliche Tsetsaut), Nord-Athapaskisch-sprachigen Völkern, die wiederholt versuchten, die traditionelle Nordgrenze der Territorien der Gitanyow und Gitxsan-Stämme zu überwinden. Nach weitreichenden und langwierigen Kämpfen wurden die Tsetsaut durch verbündete Gitanyow, Gitxsan, Nisga’a, Tsimshian und Tlingit fast ausgerottet (und mussten später Schutz bei ihren einstigen Feinden suchen, die sie nun als Sklaven hielten) und den Tahltan, bereits durch Epidemien geschwächt, stark zugesetzt. Nach der Niederwerfung der Tsetsaut übernahmen die Gitanyow deren Gebiete und erweiterten ihr Stammesterritorium nach Norden erheblich.

### Heutige Situation der Athabasken
Die einst Nordathabaskisch-sprachigen Lax̱wiiyip/Laxwiiyiip (Östliche Tsetsaut, Portland Inland Athabasken bzw. Stikine Tahltan) vom Oberlauf des Nass, Skeena und Stikine Rivers sowie vom Meziadin Lake hatten sich teilweise den Gitxsan angeschlossen und deren Sprache und Kultur übernommen (und waren auch an der gewaltsamen Niederwerfung und Versklavung der ihrer Stammesverwandten – der Tsetsaut bzw. Westlichen Tsetsaut beteiligt), andere versuchten als nördliche Nachbarn und Handelspartner der Gitxsan ihre Identität als Lax̱wiiyip (Östliche Tsetsaut) beizubehalten. Anfang des 19. Jahrhunderts verließen daher die letzten überlebenden Lax̱wiiyip (Östliche Tsetsaut) ihr Stammesgebiet und schlossen sich den Tahltan (ebenfalls Östliche Tsetsaut genannt) und Bear Lake Tsek'ehne an. Ihre Nachfahren sind heute in der Iskut First Nation und Tahltan First Nation zu finden (Sterritt u. a. 1998b).
Jene Lax̱wiiyip (Östliche Tsetsaut) sowie einige Tsetsaut (Westliche Tsetsaut), die versuchten in ihrem angestammten Territorium zu bleiben, mussten sich nun stärker mit den Gitxsan assoziieren – da diese nun die politische und militärische Macht über sie innehatten und deren Territorium sich einverleibten. Heute identifizieren sich jedoch immer noch als separate eigenständige Ethnie und als Nachfahren des Raben Clans der Lax̱wiiyip (Östliche Tsetsaut) sowie mit Tsetsaut-Vorfahren. Als Skii km Lax Ha First Nation werden sie jedoch zur Zeit sowohl seitens der Regierung Kanadas sowie der Provinz nicht als separate Band Government bzw. First Nation laut dem Indian Act anerkannt; sie werden nur als eine Hausgruppe (Wilp) der Gitanmaax Band innerhalb der Gitxsan Nation angesehen.
Ähnliches lässt sich über die Überlebenden der Tsetsaut (Westliche Tsetsaut) sagen, die ihre separate Identität als Sklaven unter den Tlingit und Nisga’a verloren hatten; deren einstiges Stammesgebiet entlang des Portland und Behm Canal wird heute als traditionelles Gebiet von den Nisga’a gegenüber der kanadischen Regierung beansprucht.

## Sprache und Kultur

### Sprache
Zusammen mit den Tsimshian (Ts’msyan) („Volk inmitten des Skeena River“) und Nisga’a (Nisg̱a’a) („Volk entlang des Nass River“) sprechen die Gitxsan („Volk vom Nebelfluss, d. h. vom Skeena River“) eine der vier Varietäten der Tsimshian (Tsmksian)-Sprachen, die heute allgemein zur Penuti-Sprachfamilie gezählt werden; innerhalb des Penuti werden die Tsimshian-Sprachen zusammen mit den Chinook (Tsinúk)-Sprachen der verschiedenen Chinook-Gruppen zudem als Maritimes Penuti oder Küsten-Penuti bezeichnet.
Ihre Sprache, das Gitxsanimaax (je nach Dialekt: Gitxsanimax̱ oder Gitsenimx̱) wird oftmals seitens von Linguisten zusammen mit dem Nisga’a (Nisg̱a'amḵ oder Nisga’a Ts’amiks) (veraltet: Nass) der Nisga’a als eine Sprache, das Nass–Gitksan (auch: Interior Tsimshian oder Inland Tsimshian, dt. Binnen-Tsimshian), betrachtet und die beiden Varietäten nur als jeweilige Dialekte des Nass-Gitksan betrachtet – da sich beide Stammesgruppen zwar als sprachlich und kulturell eng verwandte jedoch politisch eigenständige Ethnien betrachten, werden die beiden Varietäten heute als zwei eng verwandte indigene Sprachen betrachtet.
Das Gitxsanimaax zählt mit ca. 930 (2011) Sprechern zu den ernsthaft gefährdeten Sprachen (engl. severely endangered), da meist nur noch die Großelterngeneration diese als Muttersprache beherrscht und die nachfolgenden Generationen meist das dominante Kanadische Englisch sprechen, zudem sprechen etwa die gleiche Anzahl das verwandte Nisg̱a'amḵ (Nisga’a Ts’amiks) als Zweitsprache; Gitxsanimaax unterteilt sich in zwei regionale Dialekte:
- Gitxsan oder Gitxsanimax̱ (auch: „Upriver Dialekt“ oder „Östlicher Dialekt“) in Gigeenix („flussaufwärts“, „Östliche Region“)
- Gitsken oder Gitsenimx̱ (auch: „Downriver Dialekt“ oder „Westlicher Dialekt“) in Gyeets („flussabwärts“, „Westliche Region“)

### Kultur
Wie in der Einleitung oben bereits ausgeführt wurden die Gitxsan früher zusammen daher oftmals zusammen mit den nördlich lebenden Nisga’a (Nisg̱a’a) im Landesinnern und den südlich lebenden eigentl. Tsimshian (Ts’msyan) an der Pazifikküste im Süden gemeinsam als Tsimshian bezeichnet. Um die im Landesinnern lebenden Nisga’a und Gitxsan von den an der Küste siedelnden Tsimshian zu unterscheiden, bezeichnete man beide Völker daher als Interior oder Inland Tsimshian (Binnen-Tsimshian) und die Tsimshian als Coast Tsimshian (Küsten-Tsimshian). Trotz ihrer Binnenlage zählen die Gitxsan zur Nordwestküstenkultur. Bei den drei Völkern handelt es sich nach ihrem Selbstverständnis jedoch um voneinander unabhängige Ethnien.
Zu den südlich im Tal des mittleren Bulkley River flussaufwärts lebenden Wet'suwet'en bestehen kulturelle und politische Gemeinsamkeiten, die sich durch einen langen Kulturaustausch erklären lassen, die Gitsegukla sprachen zudem den Witsuwit'en-Dialekt des Babine-Witsuwit'en (Nadot'en-Wets'uwet'en) der benachbarten Hagwilget Village First Nation der Wet'suwet'en. Auch zu Tse Keh Nay (Sekani) im Osten bestanden Handels- sowie Verwandtschaftskontakte, so dass ein Teil – nämlich die Fort Connelly Band – der Takla Lake First Nation (die sich selbst heute jedoch als Dakelh identifizieren) – Gitxsan-Vorfahren hat und bis vor Kurzem teilweise Gitxsanimaax sprachen. Da die Tse Keh Nay (Sekani) jedoch nochmals weiter landeinwärts und in den Bergen lebten, wurden sie seitens der Gitxsan und der Nisga'a als T'set'sa'ut („Volk im Landesinnern“) bezeichnet. Nachfahren der Fort Connelly Band findet man zudem unter der Gitanmaax Band sowie unter der Iskut First Nation, die zu den nördlich lebenden Tahltan (Nahanni) zählt. Hierbei muss bemerkt werden, dass die Wet'suwet'en, Dakelh, Tse Keh Nay (Sekani) und die Tahltan alle zu den Nord-athapaskisch-sprachigen Völkern zählen.

### Politische und soziale Organisation
Die matrilineare Gesellschaft der Gitxsan und Gitanyow unterteilte sich in ca. 50 exogame Gitxsan sowie acht Gitanyow Wilps (Hausgruppen), welche aus einer oder mehreren eng verwandten Familien bestanden, die ihre Abstammung jeweils auf eine Stammmutter über eine Mütterlinie zurückführten (Matri-Lineage). Die Wilps, die zwischen 20 und bis mehr als 250 Menschen umfassen können, besitzen eigene Lax'yip (Siedlungsräume mit Jagdrechten und Fischgründen), und sind daher die soziale, ökonomische und politische Basis der Gesellschaft. Die Wilps wurden (werden) von erblichen Simgiigyet (männlichen Häuptlingen oder „House Chiefs“, Singular: Simogyet) oder Sigidimhanak (weiblichen Häuptlingen oder „House Chiefs“, Singular: Sigidim nak’) geführt, die von K’aax (Unterhäuptlingen oder sog. wing chiefs) beraten und in speziellen Angelegenheiten unterstützt werden, z. B. Nutzung und Verwaltung der Forstwirtschaft, Tourismus oder Unternehmungen den kommerziellen Fischfang betreffend.
Jeder Wilp oder jede Hausgruppe gehörte zudem zu einem der vier matrilinearen traditionellen Gitxsan P’deek (Clans), deren Name je nach Dialekt variiert; hier werden die Clanbezeichnungen zuerst im Gitxsanimax̱ (Östlichen Dialekt) und dann im Gitsenimx̱ (Westlichen Dialekt) aufgeführt:
- Lax Gibuu (Wolf-Clan) – identisch mit dem Laxgibuu / Lax̱gibuu (Wolf-Clan/-Stamm) der Nisga’a oder mit dem Laxgibuu / Laxgyibuu (Wolf-Clan) der Tsimshian
- Lax See'l (Kolkraben-Clan) oder Lax Ganeda / Ganada (Frosch-Clan) – identisch mit dem Ganhada / G̱anada (Kolkraben-Clan/-Stamm) der Nisga’a (ein hierzugehörender Clan identifizierte sich ebenfalls mit G̱anaaw̓/Ganaaw – Frosch) oder mit dem G̱anhada / G̱a̱nhada (Kolkraben-Clan) der Tsimshian
- Gisgaast oder Giskaast (Stauden-Feuerkraut-Clan, englisch Fireweed Clan) – identisch mit dem Gispwudwada / Gisḵ'aast (Schwertwal-Clan/-Stamm) der Nisga’a oder mit dem Gispwudwada / Gisbutwada (Schwertwal-Clan) der Tsimshian
- Lax Skiik (Weißkopfseeadler-Clan) – diesen Clan gibt es nur in Gyeets unter den westlichen Gitxsan Wilps – identisch mit dem Laxsgiik/Lax̱sgiik (Weißkopfseeadler-Clan/-Stamm) der Nisga’a oder mit dem La̱xsgiik / La̱xsgyiik (Weißkopfseeadler-Clan) der Tsimshian

Mehrere verwandte oder verbündete Wilps bildeten zusammen einen Huwilp (Stamm, Plural von Wilp), der sich als Einheit begriff und heute gegenüber der kanadischen Regierung als First Nation oder Band politisch organisiert ist.
Da wie oben bereits erwähnt die Gitxsan und Gitanyow in exogame sowie matrilineare Wilps (Hausgruppen), Lineages (Familienverbänden), Huwilps (Stämmen) sowie Stämme-übergreifenden P’deek (Clans) unterteilt waren, gehörten die Kinder automatisch zum Wilp (Hausgruppe) sowie zum P’deek (Clan) der Mutter; gehörte z. B. der Vater dem Gisgaast / Giskaast (Fireweed Clan) und die Mutter dem Lax Gibuu (Wolf Clan) an, gehörten auch deren Kinder zum Lax Gibuu (Wolf Clan). Gehörte der Vater den Gitxsan / Gitanyow an und stammte die Mutter ursprünglich aus einem anderen Stamm, gehörten auch hier die Kinder dem P’deek (Clan) und Stamm der Mutter an – und nicht den Gitxsan / Gitanyow.
Da die Gitxsan / Gitanyow glaubten, dass jeder P’deek (Clan) sich auf eine gemeinsame Stammmutter zurückführt, erlaubten ihre Heiratsregeln keine Heiraten innerhalb des gleichen P’deek (Clan). Hierdurch waren sie gezwungen, ihre zukünftigen Ehepartner außerhalb ihres eigenen P’deek (Clan) innerhalb ihres Huwilp (Stamm) oder unter ebenfalls in matrilineare Clans organisierten benachbarten Völkern – Tsimshian, Nisga’a, Tlingit, Haida, Wet’suwet’en, Babine oder Dakelh – zu suchen, so dass diese gegenseitigen exogamen Heiraten zwischen zwei (oder mehreren) Gruppen zur Grundlage umfassender Allianzen zwischen (wie bei den Athapasken sogar ethnisch und sprachlich) verschiedenen Völkern wurden (siehe Frauentausch). Für die Stämme war nicht die sprachliche oder ethnische Abstammung von Bedeutung, sondern die Zugehörigkeit zum P’deek (Clan) der Mutter, und da alle Stämme glaubten, die Clans seien untereinander verwandt, konnten sie in Not- oder Kriegszeiten auch auf Hilfe von Clanmitgliedern unter benachbarten Stämmen setzen. So betrachteten z. B. die Mitglieder des Lax Gibuu (Wolf-Clan) der Gitxsan / Gitanyow die Stammesmitglieder des Laxgibuu (Wolf-Clan/Stamm) der Nisga’a und Tsimshian, des Ch'aak'/Gooch naa (Adler-/Wolf-Clan) der Tlingit, des Kaadaas gaah Kiiguwaay (Rabe-/Wolf-Clan) der Haida, des Gitdumden (Wolf-/Bären-Clan) der Wet’suwet’en, des CheYonne (Wolf-Clan) der Tahltan (Östliche Tsetsaut) sowie des Wolf-Clan der Tsetsaut (Westliche Tsetsaut) und Lax̱wiiyip (Portland Inlet Athabascans oder Stikine Tahltan) als Bluts-Verwandte mit einer gemeinsamen Stammmutter.

#### Kispiok Huwilp
Die heutige First Nation lebte entlang des Kispiok River bis zu dessen Mündung in den Skeena River und besteht aus mehreren Wilps (Hausgruppen), die zu drei der traditionellen P’deek (Clans) – dem Gisgaast (Fireweed Clan), dem Lax Gibuu (Wolf-Clan) und dem Lax See'l (Frosch-Clan) – gehören.

#### Gitanyow Huwilp
Die heutige Gitanyow Band bewohnte ein Lax'yip (traditionelles Territorium) von ca. 6.273,42 km² entlang des mittleren Nass River sowie den Oberläufen des Kitwanga und des Kispiox Rivers und besteht aus acht Wilps (Hausgruppen), die zu zwei der traditionellen P’deek (Clans) – dem Lax Gibuu (Wolf Clan) oder dem (Lax) Ganeda (Frosch Clan / Raben Clan) – gehören:
Der Gitanyow Lax Gibuu besteht aus folgenden vier Wilps:
- Gwass Hla'am[29]
- Malii[30]
- Haitsimsxw (Haizimsque)[31]
- Wii Litsxw (Wii'litsxw)[32]

Der Gitanyow (Lax) Ganeda besteht aus folgenden vier Wilps:
- Gamlakyeltxw (Gamlaxyeltxw)[33]
- Gwinuu[34]
- Watakhayetsxw[35]
- Luuxhon (Luux Hon)[36]

## Geschichte

### Frühgeschichte
Das Gebiet am Skeena-River ist seit mindestens 4000 v. Chr. bewohnt. Funde am Hagwilget Canyon bei Hazelton deuten auf Siedlung um 2000 bis 1500 v. Chr. hin. Schon zu dieser Zeit spielte der Lachsfang an Skeena, Babine und Bulkley River eine zentrale Rolle, im Gebiet zwischen diesen Flüssen wurde außerhalb der Lachssaison Wild gejagt. Viele Clans führen sich auf einen Ort namens Temlaxam zurück. Ihre Vorfahren mussten diesen Ort verlassen, weil sie der Legende nach Bergziegen misshandelt hatten, und sie wurden nach einer Reihe von Umweltkatastrophen vielleicht um 3000 v. Chr. gezwungen, das nicht näher lokalisierbare Gebiet zu verlassen.
Vor 1700 errichteten Tsimshian ein befestigtes, aus fünf Langhäusern bestehendes Dorf, das bis 1835 den Handel über den Kitwanga River kontrollierte, vor allem aber den 60 km langen Grease Trail (mit Grease ist das butterartige Fett des Kerzenfischs gemeint), der Nass und Skeena River miteinander verband. Als Gitwangak Battle Hill ist der Hügel heute eine nationale historische Stätte.

### Kolonialisierung
Der Einfluss der Europäer machte sich seit James Cooks Landung an der Westküste nur mittelbar bemerkbar, etwa in Form von Zwischenhandel. Rund 450 Segelschiffe landeten zwischen 1774 und 1825 an der Westküste, fast ausschließlich um Pelze, insbesondere von Seeottern zu erlangen. Auch von Osten her kamen Pelzhändler, die ihre Handelsposten bei den südlichen Nachbarn der Gitxsan errichteten. Dies waren Fort McLeod (1805), Fort George und Fort St. James (beide 1807). Mit Fort Kilmaurs entstand 1822 das dem Gebiet der Gitxsan nächstgelegene Fort. Doch weiterhin beherrschten die Tlingit drei Viertel des Handels, die Briten konnten sich zunächst nicht gegen sie durchsetzen. Im Auftrag der Hudson’s Bay Company nahm William Brown 1822 erstmals direkten Kontakt mit den Gitxsan auf, von denen er berichtete, sie haben zwei Haupt- und fünf Nebendörfer, handelten mit Russen und Tsimshian und besäßen Gewehre. 1826 entstand im Gitxsan-Gebiet als erster Handelsposten Fort Connolly am Bear Lake. 1831 entstand zudem Fort Simpson an der Mündung des Nass River, doch zog man 1834 ins Tsimshian-Gebiet nach Lax Kwa'alaams, dem heutigen Port Simpson. Damit verbesserten die Briten ihre Position im regionalen Handel, beherrschten ihn jedoch keineswegs. 1836 gelang es allerdings dem Häuptling der Fort-Simpson-Tsimshian Lelaic, den Skeena-Canyon und damit Kitwanga in sein Handelsimperium einzufügen.
Ob die Gitxsan von der vor 1787 auftretenden Pockenepidemie betroffen waren, die die Tlingit erlitten, ist unklar. Weitere Ausbrüche der Krankheit trafen die Region in den Jahren 1836 und 1837, besonders heftig war aber erst die Pockenepidemie von 1862, der rund 30 % der Gitxsan zum Opfer fielen. Bei anderen Gruppen lag die Sterblichkeit noch erheblich höher. 1866 bis 1868 versuchte die HBC einen Handelsposten am Skeena River beim heutigen Terrace zu errichten, doch scheiterte das Vorhaben. Thomas Hankin blieb jedoch im Gebiet und setzte sich in der Nähe von Gitanmaax fest. Erst mit dem Goldrausch ab 1871 kamen mehr Weiße in das Gebiet, und weitere Posten entstanden. So entstand Hazelton, wo es bald eine Poststation, deren erster Postmeister Hankin wurde. Zwar versuchte man mit Motorschiffen den Skeena zu befahren, doch blieb Hazelton lange unerreichbar. Erst ab 1890 fuhr mit der Caledonia ein erstes Schiff dauerhaft auf dem nach wie vor schwer befahrbaren Fluss.
Als 1872 Goldsucher ihr Lagerfeuer unzureichend löschten, kam es zu einem verheerenden Feuer, bei dem Gitsegukla zerstört wurde. Als die Gitxsan daraufhin den Handel blockierten, entsandte die Provinzregierung in Erwartung eines „Indianeraufstands“ zwei Kanonenboote, die HMS Scout und die HMS Boxer. Vizegouverneur Joseph Trutch reiste in den Norden und verhandelte mit den Häuptlingen.

### Fall Delgamuukw v. British Columbia
Die Ansprüche auf Land der Gitxsan und der Wet'suwet'en – sie beanspruchen etwa 58.000 km² – wurden in einem Prozess vor dem Supreme Court of Canada, dem Obersten Gerichtshof, 1997 anerkannt, ohne dass eine endgültige Entscheidung hinsichtlich der Rechtmäßigkeit dieser Ansprüche getroffen wurde.
Der Fall Delgamuukw v. British Columbia begann 1984 und versuchte, den langwierigen normalen Ablauf zu umgehen. Erstinstanzlich vertrat die Provinzregierung die Auffassung, dass noch vor Beitritt British Columbias zur kanadischen Konföderation alle Landrechte durch die Kolonialregierung getilgt worden waren. Dem widersprach der Oberste Gerichtshof.

### Vertragsvorschlag von 2008
Entgegen der von der Provinz eingerichteten Vertragskommission, der BC Treaty Commission, die seit 1994 besteht, fordern die Gitxsan die Befreiung von den Bestimmungen des Indianergesetzes (Indian Act) und damit vom Wahlhäuptlingstum, das dieses implementiert hat. Nach diesem Gesetz mussten die Verhandlungsführer der Indianerstämme (indian bands) im Reservat leben und Mitglieder des Stammesrats (band council) sein. Die Gitxsan hatten jedoch immer ihre Erbhäuptlinge (hereditary chiefs) in die Verhandlungen geschickt, die 1996 abgebrochen wurden. Mit der Delgamuukw-Entscheidung erhielten sie Rückenwind.
Mit dem Wahlhäuptlingssystem hatte Kanada weitgehend den Einfluss der Erbhäuptlinge ausgehebelt und durch eine Stammesbürokratie ersetzt, die materiell von der Regierung abhängig war. Mitte 2008 forderten die Gitxsan die Beseitigung dieser Gesetzgebung und wollten dafür auf Steuerbefreiungen und besondere Zuwendungen verzichten, die über das hinausgingen, was jeder Gemeinde in Kanada bzw. der Provinz zusteht. Zudem lebt inzwischen mehr als die Hälfte der Gitxsan außerhalb des Reservats, wenn auch innerhalb des Traditionellen Territoriums, das 33.000 km² umfasst. Eine Kampagne sollte mittels Zeitungsanzeigen das Anliegen unterstützen, insbesondere während der Olympischen Winterspiele 2010.

## Bekannte Persönlichkeiten
- Melanie Mark: Politikerin
- Cindy Blackstock: Indigenen- und Kinderrechtsaktivistin
- Althea Wishloff: Indigenenaktivistin und Risikokapitalgeberin für indigene Unternehmer in Kanada und den USA